# Bank (Hampshire)
Bank – wieś w Anglii, w hrabstwie Hampshire, w dystrykcie New Forest. Leży 27 km na południowy zachód od miasta Winchester i 125 km na południowy zachód od Londynu.